# Isaac repousse Ésaü
La Isaac repousse Ésaü (en italien, Esaù respinto da Isacco)  est une fresque attribuée au peintre  Giotto di Bondone (ou Maestro d'Isacco ?), datée des environs de 1291-1295 et située dans la partie supérieure de la paroi de droite de l'église supérieure de la basilique Saint-François d'Assise.

## Historique
Les deux scènes qui donnent le nom au Maestro d'Isacco (Bénédiction d'Isaac à Jacob et Isaac repousse Ésaü ) ont fait l'objet d'un intense débat entre les critiques d'art, dans la tentative de donner un nom à l'artiste innovateur qui se détachant de la manière de Cimabue, développait la volumétrie des sujets et la tridimentionalité à la représentation.
Certains, comparant les scènes avec celles voisines de Jacopo Torriti et avec les mosaïques de la Basilique Sainte-Marie-du-Trastevere de Pietro Cavallini, ont avancé l'hypothèse qu'il pourrait s'agir du maître romain, d'autres (majoritaires), ont pensé à un maître toscan, peut-être le jeune Giotto (Thode, 1885).
Les doutes sur la paternité giottesque des Storie di san Francesco ont compliqué l'identification du Maestro d'Isacco, faisant émerger l'hypothèse que, sous ce nom, on puisse identifier un maître légèrement plus ancien que Giotto (Federico Zeri et Bruno Zanardi, 2002), à la tête d'un grand atelier, responsable de l'execution de diverses scènes du registre supérieur de la basilique, dont la Volta dei Dottori della Chiesa.
D'autres critiques (rares) ont aussi cité Arnolfo di Cambio.

## Description
Dans un volume traité en perspective fuyante à droite, délimité par une chambre contenue dans un volume architectonique (porte ouverte à droite, fronton au-dessus, colonnes encadrant une ouverture laissant voir le lit), deux personnages (unen retrait, l'autre portant une auréole tendant  une coupe de la main) s'adresse à un  personnage  allongé  sur le lit entouré d'un petite balustrade. Ce personnage alité, le plus âgé porte barbe et auréole (Jacob) refuse de la main la bénédiction que lui offre Isaac. On devine (dans cette fresque très endommagée) un troisième personnage vêtu de bleu sur le côté droit, sortant de la pièce.